# Broodjeaapverhaal

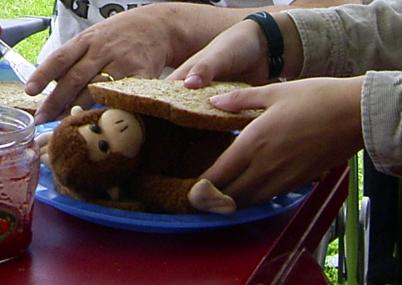
Een "broodje aap"

Een broodjeaapverhaal, stadssage of stadslegende (als foutief vertaald leenwoord uit het Engels ook wel urban legend) is een (grotendeels) verzonnen verhaal dat als waargebeurd wordt doorverteld en daardoor aan overtuigingskracht wint. Bronnen ontbreken meestal; wie het verhaal (door)vertelt, heeft het van iemand anders gehoord die op zijn beurt de oorspronkelijke verteller evenmin kent. Meestal ontbreken exacte data, locaties en namen van personen. Broodjeaapverhalen zijn vaak sensationele of bizarre anekdotes die inspelen op de al dan niet latente angsten en vooroordelen van mensen. Sommige zijn oorspronkelijk losjes op een waargebeurd voorval gebaseerd, maar door het vele doorvertellen zijn de ware feiten niet meer herken- of aanwijsbaar. Ook pseudowetenschappelijke onzin valt onder het broodjeaapverhaal in ruime zin. Een verhaal waarin de persoon of de locatie steeds wisselt wordt een wanderlegende genoemd. Een voorbeeld hiervan is het bij een diner uit beleefdheid leegdrinken van een vingerkommetje, dat in verschillende landen aan steeds weer andere vorsten wordt toegeschreven.

## Namen en synoniemen
Het begrip broodjeaapverhaal of kortweg een broodje aap raakte in Nederland in zwang nadat de schrijfster Ethel Portnoy in 1978 een aantal van dergelijke verhalen had gebundeld in het boekje Broodje Aap: de folklore van de postindustriële samenleving. De titel is ontleend aan het verhaal dat in een bepaald restaurant broodjes met apenvlees te koop zouden zijn. In het Nederlandse taalgebied spreekt men ook wel van een stadssage of, analoog aan het Engelse urban legend, over een stadslegende (hoewel het geen legenden, maar sagen betreft).

## Voorbeelden
- Het verhaal van de crimineel met de haak. Een paar ligt ergens 's nachts aan de kant van de weg in hun auto te vrijen. Plots vernemen ze via de radio dat er een seriemoordenaar ontsnapt is met een haak aan zijn hand. Het meisje wordt bang en dwingt haar vriend om haar terug naar huis te rijden. Na wat gediscussieer brengt de vriend haar dan toch maar thuis. Als ze uitstappen, zien ze tot hun ontzetting dat er een hand met een haak aan hun autodeur is blijven hangen.[3]
- Het verhaal van de jongen die in het badwater masturbeerde, ejaculeerde en dan de kuip verliet zonder het water te laten weglopen. Een vrouwelijk familielid (meestal de moeder of de zus) stapt vervolgens in het badwater en is kort daarop zwanger van de jongen. Dit is een voorbeeld van een pseudowetenschappelijk broodjeaapverhaal.[4] Dit is onmogelijk omdat sperma buiten het menselijk lichaam maar zeer kort in leven blijft. Toch wordt er door sommigen nog geloof aan gehecht: in 2009 beweerde een Poolse vrouw dat haar dochter in een Egyptische toeristisch hotel zwanger was geraakt door sperma in het zwembad aldaar, en dat ze daarom schadevergoeding eiste.[5]

### Personen
- Walt Disney zou zich na zijn dood hebben laten invriezen. In werkelijkheid werd hij gecremeerd.[6]
- Paul McCartney zou overleden zijn bij een auto-ongeluk, waarna een vervanger zijn plaats innam. Er zouden talloze verwijzingen terug te vinden zijn in liedjes van The Beatles (zie ook: Paul is dead).

### Dieren
- Bonsaikittens.[7]
- Hondje in de magnetron.[8]
- In 2005 vermeldden vele media dat er een poema op de Veluwe zou rondlopen. Het verhaal is nooit officieel bevestigd.
- In de riolen van bepaalde steden zouden krokodillen voorkomen, bijvoorbeeld de sewer (alli)gators van New York.[9]
- Een hond werd ooit met bebloede bek bij een zwaargewond kind aangetroffen. Het was zonneklaar dat hij het kind had aangevallen. De ouders lieten de hond direct afmaken. Toen de hond eenmaal dood was ontdekten ze dat zijn oren vol nietjes zaten. Dit verhaal is al zeer oud en zou zelfs uit de middeleeuwen stammen. In een variant vinden de ouders achteraf een dode rat in de kinderkamer en blijkt dat de hond een bebloede bek had omdat hij dus een rat doodbeet die het kind aanviel (zie ook: Guinefort van Bourgondië).

### Drank, stoffen, voedsel
- Vooral Coca-Cola staat bekend om de vele broodjeaapverhalen die erover de ronde doen, de zogenaamde "cokelore".
  - Een spijker zou in cola worden opgelost.[10] Ook personen lossen op: zo viel er eens een fabriekswerknemer per ongeluk in een tank vol cola en loste volledig op. Slechts zijn gebit werd teruggevonden. Om die reden zou cola ook zeer geschikt zijn als roestoplosser, en zou taai vlees mals kunnen worden gemaakt door het even in cola te leggen.
- Het volgende verhaal wordt in China verteld als illustratie hoe onveilig voedsel van straatstalletjes zou zijn. Een studente heeft het zo druk met haar studie dat ze geen tijd heeft om te koken, en eet iedere dag bij een kraampje op straat. Na verloop van tijd krijgt ze buikklachten die steeds heviger worden, tot ze medische hulp moet zoeken. De dokter stuurt haar na een blik op haar gezwollen buik door naar het ziekenhuis waar ze direct geopereerd wordt. De artsen treffen een spijsverteringskanaal vol wormen aan. Het meisje sterft op de operatietafel.

### Overig
- Het Gerucht van Orléans.

- In bepaalde steden lopen er jongeren rond die meisjes voor de keuze stellen: zich door de groep laten verkrachten of ze krijgen een 'smiley'. Die laatste blijkt dan een engelenglimlach te zijn (twee snijwonden aan weerskanten van de mond). Dit verhaal is internationaal terug te vinden. De naam van de stad, het ras van de jongeren en hun motieven verschillen van land tot land.[11]
- Een persoon gaat naar het strand, valt in slaap en wordt wakker met een enorme bult op zijn lichaam die steeds meer blijft aanzwellen. Hij gaat naar het ziekenhuis waar artsen besluiten de bult open te snijden. Hierbij komen er tientallen kleine spinnetjes uit de bult gelopen. Blijkbaar had een spin eitjes gelegd in een open wond van de persoon.[12]
- Een man heeft een onenightstand met een vrouw. Als hij wakker wordt blijkt een van zijn nieren operatief verwijderd (in sommige verhalen overkomt het de vrouw).[13]
- Een meisje heeft op vakantie in Spanje een vakantievriendje. Bij het afscheid geeft de jongen het meisje een cadeau dat ze pas mag openmaken als ze thuis is. In het pakje zit een dode rat met een briefje: "Welkom bij de aids-club." In een variant wordt iemand in de disco of op een drukke plaats met een naald geprikt en fluistert iemand in zijn oor "Nu ben je een van ons." Bovenstaand verhaal doet internationaal de ronde. Hoewel het niet waar is, zijn er wel degelijk gevallen van opzettelijke hiv-besmetting bekend, zoals de Groninger hiv-zaak en de Libische hiv-zaak.
- In Zuid-Korea gelooft een aantal mensen in het fenomeen ventilatordood: mensen kunnen doodgaan als ze in een afgesloten ruimte met een werkende ventilator gaan slapen.
- In o.a. Nederland, België en Italië[14] kent men het verschijnsel van de gebakken spons, waarbij een hondenhater in de buurt gebakken spons zou verspreiden, wat levensgevaarlijk zou zijn voor honden. Dierenartsen onderschrijven het verhaal echter niet. In alle gevallen dat er iets gevonden is, gaat het om zwerfvuil of bijvoorbeeld zwammen of nesten van wespen of rupsen.[15]
- In 1970 begonnen Sovjet-Russische wetenschappers met het boren van een superdiep gat op het schiereiland Kola. De Noorse leraar Aage Rendalen benaderde in 1990 een christelijk Amerikaans radiostation met het verhaal dat de Russen bij het boren de Hellepoort bereikt zouden hebben. Het verhaal doet nog steeds de ronde, al heeft Rendalen inmiddels meerdere keren verteld dat hij het verhaal zelf verzonnen heeft.[16][17]

## Verschil broodjeaapverhaal en sage
De sage en het broodjeaapverhaal zijn nauw aan elkaar verwant. Broodjeaapverhalen zijn in feite de opvolgers van de traditionele sagen en worden daarom ook wel moderne sage of stadssage (urban legend) genoemd. Spreekt uit de oude sagen bijvoorbeeld de latente angst voor het bovennatuurlijke, zoals duivels, spoken, heksen en witte wieven, in de hedendaagse sagen voert de angst voor rampen, bizarre ongelukken, criminaliteit, moderne technologie en buitenaardse wezens de boventoon.

## Film
- Rudy Schokker huilt niet meer (Gerben Hellinga, Pieter Verhoeff, 1972). Een Nederlandse mockumentary waarin men het geval uit de doeken doet van de pasgeboren Rudy Schokker wiens piepjonge ouders op slechts een boogscheut van de luchthaven Schiphol wonen. Rudy Schokker hoort dagelijks het geluid van de opstijgende en landende lijnvliegtuigen en is in staat om dit geluid na te bootsen. In plaats van het welgekende geschrei van een baby laat hij het oorverdovende geloei van vliegtuigmotoren horen, tot grote ergernis van zijn onbegrijpende ouders. De Nederlandse componist (en geluidenkenner) Louis Andriessen had al snel door dat dit het werk was van een geluidstechnicus die iets ineen had geknutseld dat sterk leek op zowel het geschrei van een baby als het geloei van vliegtuigmotoren. Mensen die destijds niet vertrouwd waren met deze twee geluiden (babygeschrei en vliegtuigmotorgeloei) trapten er in en zaten geboeid naar deze mockumentary te staren, alsook te luisteren.